# Aecidiolum exanthematicum
Aecidiolum exanthematicum är en svampart som beskrevs av Unger 1833. Aecidiolum exanthematicum ingår i släktet Aecidiolum, ordningen Pucciniales, klassen Pucciniomycetes, divisionen basidiesvampar och riket svampar.   Inga underarter finns listade i Catalogue of Life.